# なでしこ・プリマ
『なでしこ♥プリマ』は、久世みずきによる日本の漫画作品。

## 概要
小学館の少女漫画雑誌『ちゃお』にて2008年5月号から7月号まで連載された。単行本はちゃおコミックスより発行され、他に読みきり作品3作が収録されている。
久世にとっては初めての連載だった。また、日本舞踊とバレエという、同じ「踊り」でも何もかもがまるで違うものをテーマとした作品。

## あらすじ
日本舞踊（日舞）の道場の跡取り娘・森山花音。しかし、本当は日舞などやりたくない。ある日、いつものように稽古をさぼって追手から逃げていたところ、偶然近くにあったバレエスクールを発見する。そこで花音はいろいろな人や佐原樹の踊りに胸を打たれ、入会を勧められそのバレエスクールに入る事にした。花音はそのバレエスクールに入っている園生蕾にライバル意識され、プリマ勝負をかけられる。花音はもちろんと言うばかりにオーディションを受けることにするが……。

## 登場人物
森山花音（もりやま かのん）
主人公。3月18日生まれ。中学1年生。
日舞（日本舞踊）の家元の孫だが、実は祖母のスパルタ指導ゆえに日舞は嫌い。バレエに衝撃を受け、習い始める。一度はやめさせられそうになったが、なんとかまた再度頑張っていく。蕾によりプリマのオーディションを受けることにしたが……。
初級クラスから上級クラスに移り練習を進める。
佐原樹（さはら いつき）
2月22日生まれ。中学1年生。佐原バレエスクールの息子で母がオーナーで兄が先生をしている。
花音にバレエを勧めた本人で今では練習にもつきあっている。（花音が移ってきたために）上級クラスで一番上手く、またこのスクールで1人だけの男子である。蕾と一緒に（今は）王子役をするが、実は花音にも期待をかけている。
園生蕾（そのお つぼみ）
11月4日生まれ。中学1年生。
このバレエスクール一番の上手さでプリマの役にも期待をかけられている。ただそれゆえにプライドがものすごく高く、そのため「異業種」から転進してきた花音のことを蛇蝎のごとく嫌い、目の敵にしている。プリマの座をかけたオーディションを花音に受けさせた。
佐原立（さはら りつ）
樹の兄。漫画では名前は出てこなかったが、作者がブログで公表している。
佐原バレエスクールの先生。花音に期待をかけるが、自分でもどうなるかのがわからない。
花音のおばあちゃん
花音に日舞を教える厳しい老人。
当初花音がバレエをすることには猛反対だった。しかし、だんだんと認めていき、果てには彼女にトゥ・シューズを買ってあげるくらい、応援するまでになった。

## 書誌情報
- 久世みずき『なでしこ♥プリマ』小学館〈ちゃおコミックス〉2008年10月1日発売